# 李如松
李如松（1549年—1598年），字子茂，號仰城，遼東鐵嶺衛（今辽宁铁岭）人，本貫陇西李氏，明朝将领，遼東總兵李成梁之長子。

## 生平

### 早年
李如松以父荫为都指挥同知，充宁伯远勋卫。英勇善战，通晓兵事。转任署都督佥事，为神机营右副将。
萬曆十一年（1583年），李如松官升山西總兵官，万历十五年（1587年），移镇宣府。後因給事中黄道瞻等人上疏皇帝，数言李如松父子不当并居重镇，被召佥书右府提督京城抚。
萬曆二十年（1592年），在浙江道御史梅国桢的推荐下，为提督陕西讨逆军务总兵官，统辽东、宣府、大同、山西诸道援军，攻打宁夏哱拜。六月抵达宁夏，先用土垒战术，后用水攻战术，组织敢死队攻克了宁夏城，哱拜自尽，其子哱承恩等被擒，斩贼立功，灭哱拜九族，平定哱拜叛乱。进升为都督，世荫锦衣指挥同知。

### 朝鲜壬辰卫国战争

#### 平壤之战
萬曆二十年（1592年），日本丰臣秀吉派军入侵朝鮮，壬辰战争开始，朝鮮国王迫于压力渡江求援，李如松奉命為東征提督援朝抗倭，提督蓟、辽、保定、山东诸军，率四萬三千餘兵渡鴨綠江。
萬曆二十一年（1593），打敗日将小西行长，獲平壤大捷，据日本史料《日本战史》记载，其中光小西行长统率的第一军就有一万八千人仅存六千五百二十人，全军近三分之二约一万二千人被歼灭的重大损失，加上第二军的损失，据日本史料记载此役日军被击毙最少在一万五千以上。乘勝克復開城，黄海、平安、京畿、江原四道皆復，日軍退守慶尚、全羅兩道沿海城市，后经日本要求下雙方曾進行和談。
李如松在平壤大捷後，欲乘勝追擊日軍，先遣副總兵查大受與朝鮮將領高彥伯領騎兵數百偵查開城至王京之間的道路，正月24日偵查先鋒在碧蹄館（今首爾／漢城西北）南方的礪石嶺遇到日軍前野長康、加藤光泰的偵察隊，一時之間，雙方前鋒交戰互有傷亡，日方损失六十名骑兵后败退，後查大受率三千人部队暫滯碧蹄館，一面持續對京城方面偵查。

#### 碧蹄館之战
25日提督李如松得報後，以為日軍如當地土民所說棄京城撤退，遂率領本部兵馬騎兵兩千餘人從開城疾馳引援。26日孰料日軍立花宗茂領三千兩百名騎兵正在礪石嶺，從清晨七時傾開始以部將十時惟道、池邊永晟的奮戰戰死，歷經5小時擊退了查大受的軍勢，如松得知先鋒已經交戰迅速展開為鶴翼之陣，命杨元率一千人为后援，自己亲率一千人增援查大受，於礪石嶺北方的望客硯迎來查大受軍勢後於碧蹄館重整軍陣。
近午時分，突然日軍先鋒兩萬人，如小早川隆景、毛利元康、小早川秀包、吉川廣家等出現佔領望客硯，後面還有日軍主軍兩萬人如宇喜多秀家、黑田長政進軍。由於碧蹄館地形狹隘，又多泥濘水田，不利騎兵行動，於是李如松且戰且退，往北方高陽市的出口惠陰嶺，急忙傳令中軍主力急速進兵。
雖然剛開戰明軍先鋒擊退小早川隆景的左翼先鋒粟屋景雄三千人，但隆景右翼先鋒井上景貞三千人又反包夾明軍先鋒，但是戰況仍是明軍優勢，一方日將立花宗茂領三千人從日軍左方移動至明軍右側山上，見機突擊明軍右翼，立花軍中其中一位金甲倭將（安東常久）與李如松單挑時，被李如梅射殺，而明軍左翼也遭到毛利元康、小早川秀包的突擊，正面則是小早川隆景壓制，明軍頓時如同被包圍的態勢。
此時李如柏、李寧、查大受、張世爵、方時輝、王問等明將皆各自持刀奮迅作戰，其中李有聲為護衛如松而遭到隆景部將井上景貞刺殺，日軍的立花軍中也有小野久八郎、小野成幸、小串成重戰死，小早川秀包麾下的家老横山景义及旗本武士桂五左卫门、内海鬼之丞、伽罗间弥兵卫、手岛狼之助、汤浅新右卫门、吉田太左卫门、波罗间乡左卫门八名身亡，不久小早川隆景投入吉川廣家、宇喜多秀家、黑田長政的軍勢欲加包圍，然而明軍終於等到左協大將副總兵楊元率援軍到來，楊元奮勇衝破日軍包圍，搶佔李如松右方陣地，並和李寧的砲營共同發砲轟擊日軍，援護明軍撤退。立花宗茂、宇喜多秀家派出部隊猛烈追擊至惠陰嶺，立花一族之戶次鎮林在追擊時奮勇戰死。而小早川隆景則擔憂明軍撤退會設伏，勸追擊的日軍開始退兵。
兩軍從午後交戰六個小時至黃昏，據明史记载明军阵亡二百六十四人，斩获日军首级一百六十七。朝鮮史載兩軍各死傷五、六百人，另有朝鲜史说明军伤亡一千五。部分日史記（《日本外史》《日本战史》）載倭軍斬首明軍六千人，唯明軍投入戰役人數無法確定，据日史記載明軍人數為二万人，遠高於明朝史料及朝鮮史的記載，形成歷史上的爭議。滿清編寫者依据明朝言官胡乱弹劾李如松的弹章說「諸營上軍籍，死亡殆二萬」云云，占了當時參戰兵力的一半，显然不实。如「朝鮮《宣祖實錄》記載，此役之後，明軍大勢依然，二萬之死亡云云當系虛說」。而综合各方史料记载，明军投入人数应为查大受三千人，李如松一千援军，杨元五千后备援军，共计九千人左右，此应为史实。

#### 王京之战
但李如松經此役後，明軍北兵與南兵之爭日烈，加之朝鲜连降大雨，明军重型火炮无法运输，如松认为尚不是攻克王京时机，经请示兵部右侍郎宋应昌后由李宁、祖承训率明军主力一万人驻守开城，李如柏等率三千明军驻守宝山声援，李如松亲率二千明军做为东西调度，杨元率五千明军回守平壤，与朝军一道扼守大同江。明军虽对王京形成围攻之势但并不进攻，此举后被言官弹劾为“無意進取”。而李如松以明、朝联军之统帅却新率前锋部队孤身犯险，实属不智，事后被兵部右侍郎宋应昌以书信严厉斥责，命其后决不可再亲临一线险境，并要其在安排好军务事宜后回平壤面谈。
3月初，如松趁日軍轉攻位於京城西北方15公里，朝鮮將領權慄鎮守的幸州山城之際，派敢死隊從間道潛入其屯粮之所龍山，縱火焚燬糧草数十万，日軍由於缺糧，被迫放弃王京（当时名为汉城，现名首尔）退守釜山，并向明军要求议和。日军议和之求经如松上报后，明兵部尚書石星力主議和，明遂派出游击将军沈惟敬与日方小西行长议和。沈惟敬在议和时与小西行长勾结，分别欺骗双方首脑，捏造议和条款，至使达成了一个双方政府均以为是全部按自己的条件形成的奇怪“合约”，直到三年后明神宗派使者加封豐臣秀吉，在日方宣读明朝诏书时方被揭穿。虽然合约为假，但毕竟促成了暂时的和平，明廷乃命李如松班師，留劉鋌之兵在朝鮮駐守。李如松於万历二十一年（1593年）十二月班师，加太子太保，中军都督府左都督。

### 李如松之死
李如松喜奇兵偷襲制勝，連戰皆捷。萬曆二十五年（1597年）調任遼東總兵。次年四月，韃靼土蠻犯遼東，李如松率輕騎進擊，遇到韃靼遊獵聚會，聚集數萬人，李如松五千餘人不敵身亡，卒年五十。贈少保寧遠伯，立祠諡忠烈，以其弟李如梅代遼東總兵官（時值萬曆朝鮮戰爭，李如梅遠從朝鮮戰場趕回遼東）。

## 附記
1. ^ 據《日本戰史·朝鮮役》 （页面存档备份，存于）當中敘述李如松將南兵置於開城守備，25日黎明時分以李寧、孫守廉、祖承訓兩萬兵力為先鋒從開城出發，經臨津江架葛網橋通過後抵達坡州。

1. ^ 明朝副总兵查大受指挥的3000辽东铁骑，曾经在关外与蒙古、女真等较量过的百战雄师，明军精锐中的精锐，配备了佛郎机火炮战车和大量三眼火铳、集束火箭（明军常备武器中的一种，手动点火，射程300米，一次发20枝的称为“火龙箭”，32枝的称为“一窝蜂”，49枝称为“飞廉箭”，100枝的称为「百虎齊奔」）。

1. ^ 日軍於戰後在漢城舉行勝戰慶祝並有存留日軍間互相祝賀的文書。而明軍此戰並無繼續包圍朝鮮王京而是退回開城，日軍當時於京城的軍力並非120000而是約55000，實際投入作戰則約33000。

1. ^ 碧蹄館之戰後，明朝聯軍拿下了距離漢城僅15公里的幸州山城；並於次月12日，由朝鮮將權慄締造了所謂的「幸州大捷」。

朝鮮人在事後批評李如松擔任提督的功勞，則言「李提督, 以天朝大將, 統率大軍, 遠臨外國, 當以嚴明公直, 制伏其下, 而反爲貪功所使, 賊將玄蘇, 尙未就擒, 而至要其首級, 豈非可恥之甚乎?」

## 家系
- 李天根，与朝鲜女子所生的私生子，起初名为李天忠。[原創研究？]
- 李性忠，李如松次子。

孙：
- 李遵祖，崇祯时承袭宁远伯爵位
- 李应祖，甲申之后逃亡到朝鲜半岛，开朝鲜陇西李氏一支

按《明史》，李如松之子为：
- 李世忠，锦衣卫指挥使，掌南镇抚司，宁远伯，无子
- 李显忠，荫辽东副总兵，未能袭宁远伯，后来才由其子李尊祖承袭宁远伯